# Hoàng Nguyên
Hoàng Nguyên (3 tháng 1 năm 1930 - 21 tháng 8 năm 1973) là một nhạc sĩ người Việt Nam. Ông là tác giả hai ca khúc nổi tiếng Ai lên xứ hoa đào, Cho người tình lỡ.

## Tiểu sử
Ông tên thật là Cao Cự Phúc, sinh ngày  3 tháng 1 năm 1930 tại xã Diễn Bình, huyện Diễn Châu, Nghệ An. Lúc nhỏ theo học trường Quốc học Huế. Đầu thập niên 1950, Hoàng Nguyên tham gia kháng chiến nhưng rồi từ bỏ quay về thành phố.
Lên ở Đà Lạt, Hoàng Nguyên dạy học tại trường tư thục Tuệ Quang, thuộc chùa Linh Quang, khu số 4 Đà Lạt, do Thượng tọa Thích Thiện Tấn làm Hiệu trưởng. Thầy giáo Cao Cự Phúc dạy Việt văn lớp đệ lục. Trong ở đó, ông là thầy giáo dạy nhạc cho Nguyễn Ánh 9, người sau này trở thành một nhạc sĩ nổi tiếng đồng thời là nhạc công chơi đàn dương cầm.
Năm 1956, trong một đợt lùng bắt ở Đà Lạt, do trong nhà có cả bản Tiến quân ca của nhạc sĩ Văn Cao, người mà Hoàng Nguyên rất ái mộ, Hoàng Nguyên bị bắt và đày ra Côn Đảo khoảng năm 1957.
"... Ở Côn Sơn, thiên tình sử của người nghệ sĩ Hoàng Nguyên mở đầu với cảnh tình éo le và tan tác. Là một tài hoa đa dạng, người tù Hoàng Nguyên được vị Chỉ Huy Trưởng đảo Côn Sơn mến chuộng nên đã đưa chàng ta về tư thất dạy Nhạc và Việt văn cho con gái ông, tên H. năm đó khoảng 19 tuổi... Mối tình hai người nhóm lên vũ bảo. Trăng ngàn sóng biển đã là môi trường cho tình yêu ngang trái nầy nẩy nở.
Chợt khi người con gái của Chúa Đảo mang thai. Mối tình hai nhịp so le bị phát giác. Để giữ thể thống cho gia đình. Vị Chúa Đảo giữ kín chuyện nầy và chỉ bảo riêng với người gây ra tai họa là nhạc sĩ Hoàng Nguyên: ông ta đòi hỏi Hoàng Nguyên phải hợp thức hóa chuyện lứa đôi của hai người với điều kiện vận động cho người nhạc sĩ được trả tự do..." (Lâm Tường Dũ - Tình Sử Nhạc Khúc).
Hoàng Nguyên được trả tự do, trở về Sài Gòn, tiếp tục sáng tác và dạy học ở trường tư thục Quốc Anh. Năm 1961, Hoàng Nguyên theo học tại Đại học Sư Phạm Sài Gòn, ban Anh văn. Trong thời gian theo học đại học, Hoàng Nguyên có quen biết với ông Phạm Ngọc Thìn, thị trưởng thành phố Phan Thiết. Bà Phạm Ngọc Thìn là nữ diễn viên Huỳnh Khanh, mến mộ tài năng của Hoàng Nguyên đã nhận ông làm em nuôi. Hoàng Nguyên dạy kèm cho Ngọc Thuận, con gái ông bà Phạm Ngọc Thìn. Hai người yêu nhau và Hoàng Nguyên trở thành con rể ông bà Phạm Ngọc Thìn. Trước đó Hoàng Nguyên có ý định quay lại với cô gái ở Côn Sơn, nhưng cô đã đi lấy chồng. Ca khúc Thuở ấy yêu nhau ra đời trong khoảng thời gian đó.
Năm 1965, Hoàng Nguyên bị động viên vào Trường Bộ binh Thủ Đức của Quân lực Việt Nam Cộng hòa. Sau đó ông chuyển về Cục Quân Cụ, dưới quyền của Đại tá nhạc sĩ Anh Việt Trần Văn Trọng và được giao quản lý ban nhạc Hương Thời Gian của Anh Việt. Hương Thời Gian xuất hiện trên truyền thanh và truyền hình Sài Gòn đã thu hút khá đông khán thính giả.
Ông qua đời vào ngày 21 tháng 8 năm 1973 ở Vũng Tàu trong một vụ tai nạn giao thông.

## Tác phẩm
- Ai lên xứ hoa đào (1961)
- Anh đi mai về (1954)
- Anh đi về đâu (1961)
- Bài thơ hoa đào (1960)
- Cho người tình lỡ (1970)
- Đà Lạt mưa bay (Hoàng Nguyên & Ngô Xuân Hậu)
- Đàn ơi xa rồi (1954)
- Đi giữa quê hương (1970)
- Đừng trách gì nhau (1970)[2]
- Đường nào em đi
- Đường nào lên Thiên Thai (1960)
- Duyên nước tình trăng (1957)
- Em chờ anh trở lại (1963)
- Gió mới (1955)
- Gió trăng ngàn (1965)
- Gió thu về (1960)
- Hương thu về (1954)
- Lá rụng ven sông (1960)
- Lời dặn dò (1965)
- Lời người ở lại
- Người em Tây Đô (Hoàng Nguyên & Đỗ Kim Bảng) (1963)
- Nước mắt đêm xuân (Tâm sự đêm xuân) (1964)
- Sao em không đến (1968)
- Tà áo tím (1963)
- Thuở ấy yêu nhau (1964)
- Tiếng hai đêm (1957) (Hoàng Nhân)
- Tiếng chuông Linh Mụ (Hoàng Nguyên & Tô Kiều Ngân) (1968)
- Tình người miền Nam (Hoàng Nguyên & Hồ Đình Phương) (1957)
- Tìm về nhà em (1961)
- Tôi sẽ về thăm em (1962)
- Trăng về quê hương (1956) (Hoàng Nhân)